# Джон Івз
Джон Івз (англ. John Eaves; нар. 9 квітня 1962) — дизайнер та ілюстратор, найбільш відомий своєю роботою над франшизою Зоряний шлях, починаючи з Зоряного шляху 5: Останній кордон. Він працював ілюстратором у фільмах Зоряний шлях: Глибокий космос 9 і Зоряний шлях: Ентерпрайз і брав участь у всіх чотирьох фільмах Зоряний шлях: Наступне покоління, зокрема відповідаючи за дизайн «Ентерпрайза -Е» суверенного класу. Він також працював над різними фільмами, такими як Найкращий стрілець, Термінатор 2: Судний день, Валькірія та Джі Ай Джо: Атака Кобри.

## Життєпис
Першим фільмом, над яким Івз працював як модельєр, був Найкращий стрілець. До них належали моделі F-14 Tomcat і Northrop F-5, які використовувалися для знімків зі спецефектами літака. До роботи над фільмом він працював продавцем продукції в Bayless Markets. Івз також працював модельєром у багатьох інших фільмах, включаючи Космічні яйця і Термінатор 2: Судний день. Він також працював над телесеріалом Морські пригоди. Його першою роботою над франшизою Зоряний шлях була Зоряний шлях 5: Останній кордон, коли він працював у модельному салоні Грега Джейна в Маріна-дель-Рей, Каліфорнія. Його першим проєктом була гармата-крило для клінгонської Хижої птиці.
Івз познайомився з Германом Циммерманом через друга Івза Філа Еджерлі. Циммерман шукав когось, хто б зібрав виставу «Ентерпрайз», а Івз склав план експозиції. Ціммерман був вражений ілюстрацією, і він попросив Івза приєднатися до його команди дизайнерів Зоряний шлях: Покоління.
Після завершення роботи над Поколінням Івз повернувся до своєї роботи, створюючи моделі зі скловолокна. Коли з'явилася вакансія в художньому відділі Зоряний шлях: Глибокий космос 9 протягом четвертого сезону, Циммерман запросив Івза приєднатися до команди. У той час Івз працював над моделлю Boeing 747 для фільму Наказано знищити. Наступні дванадцять років Івз провів, працюючи над тим чи іншим втіленням Зоряного шляху. Протягом цього часу його робота включала проекти Фенікса, Ентерпрайза-E та корабля вулканців із Зоряного шляху: Перший контакт. Початкова модель Enterprise-E була побудована Івзом.
Його дизайнерська робота представлена в епізоді Зоряний шлях: Глибокий космос 9 «Далеко за зірками», під час частини епізоду, дія якої відбувається в 1950-х роках. Після роботи над Зоряним шляхом: Повстання, де його проєкти включали кораблі сон'а, Циммерман залучив Івза до команди, що створила Зоряний шлях: Ентерпрайз, як ілюстратора виробництва. Працюючи над цією серією, він розпочав роботу над кораблями «Ентерпрайз» (NX-01), а також над кораблями сулібанців. Його робота над останнім фільмом TNG Зоряний шлях: Немезида включала проєкт корабля Ремана Scimitar.
Відомо, що останнім часом Джон працював над фільмом Зоряний шлях: Дискавері та фільмом Зоряний шлях 2009 року, а також брав участь у Perpetual Entertainment як консультант із виробництва та ілюстратор у їхній уже неіснуючій MMOG, Star Trek Online, хоча багато з його внесків залишаються незмінними у версії, розробленій Cryptic Studios. Він також надав проекти космічних кораблів для науково-фантастичної соціальної мережі MyOuterSpace. Він також відповідав за художнє оформлення Зоряний шлях: Ренегати, пілотного проєкту, створеного фанатами, фінансованого через Kickstarter і створеного творцями Зоряний шлях: Про богів і людей. Він працював над кількома фільмами як ілюстратор після Зоряного шляху, зокрема «Грім у тропіках», «Валькірія» та «Джі Ай Джо: Атака Кобри».
З 2015 року він також є членом ради радників Голлівудського музею наукової фантастики.